# Grafischer Programmierer

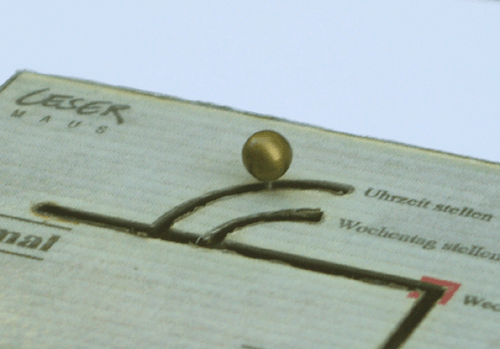
Teilausschnitt eines Prototyps mit einem grafischen Programmierer

Der Grafische Programmierer (auch Grafikschieber oder Leser-Maus) ist ein mechanisches Bedienelement, das Teil der Benutzerschnittstelle von elektronischen Kleingeräten ist und der Benutzerfreundlichkeit dient. Er kam in diversen Funktionsprototypen, jedoch nie in einem Endprodukt zur Anwendung.

## Entstehung
Der Grafische Programmierer ist ein Einknopf-Bedien-Element und wird zusammen mit einem Gerät konstruiert. Ein Einsatz war zum Beispiel für Faxgeräte, Heizungssteuerungen, Multifunktionstelefone, Maschinensteuerungen oder Zeitschaltuhren angedacht. Er wurde 1990 von Michael Bistekos erfunden und 1992 zum Patent angemeldet. Der Nachteil, aber zugleich Vorteil, dieser Mensch-Maschine-Schnittstelle ist die vergleichsweise große Fläche, die sie benötigt, die aber auch zur Übersichtlichkeit eines Ablaufes beiträgt. Das Patent ist inzwischen ausgelaufen und war, trotz Medienresonanz, kein großer finanzieller Erfolg.

## Aufbau und Technik

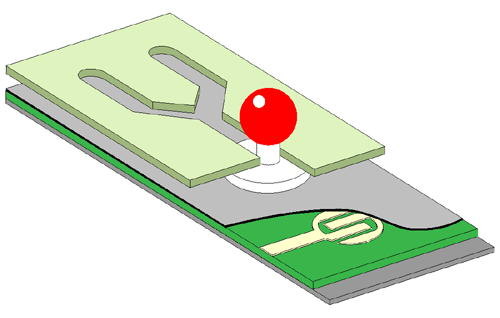
Technischer Aufbau mit kapazitiven Kontakten

Der Grafische Programmierer besteht aus einer Benutzeroberfläche, in die Bahnen eingearbeitet sind, einem einzigen Bedienknopf, der in diesen Bahnen bewegt werden kann, und dem Programm, das entlang der Bahnen grafisch dargestellt wird. Weiters sind meist auch Entscheidungstasten, wie Plus oder Minus, und eine kleine Anzeige vorhanden. Die Benutzeroberfläche ist beschriftet und/oder mit Graphischen Symbolen bedruckt. Die Position des Knopfes wird vorzugsweise durch kapazitive Abnehmerkontakte unterhalb des Knopfes erfasst. Die eingearbeitete Bahn stellt beim Programmieren den Arbeitsablauf mit all seinen Abzweigungen dar. Jeder Programmpunkt ist mit einer Ecke oder Kante ausgeführt, die dem Schieber eine eindeutige Halteposition zuweist. Eine Anpassung auf eine jeweilige Sprachversion ist durch das Austauschen der Benutzeroberfläche möglich. Damit können auch komplexe Schriftzeichen seltener Sprachen verarbeitet werden. Auch das optische Design kann so variiert werden.

## Benutzung

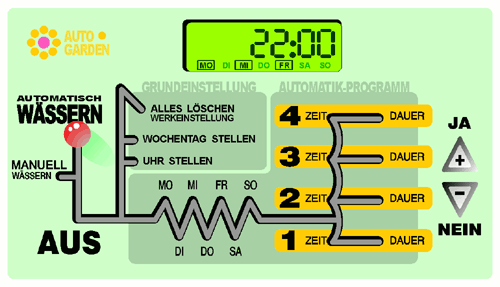
Beispiel: Grafischer Programmierer in einer Gartenbewässerungsanlage

Auf der Bahn, die einen Arbeitsablauf darstellt, sind Programmpunkte definiert (zum Beispiel Aus, Automatik Ein, Manuell Ein, Standby etc.), die bis zu einem definierten Ende abgefahren und somit programmiert werden oder deren Status festgelegt wird. Steht der Graphikschieber an einem solchen Programmpunkt, zeigt der Aufdruck der Benutzeroberfläche was zu programmieren ist und im Display wird der entsprechende Wert angezeigt. Mit den Tasten Plus und Minus verändert man diesen Wert, eine Bestätigung ist nicht nötig. Wird kein Wert eingegeben, kann man eine Programmierung kontrollieren. Der Vorteil dieser Einknopfsteuerung ist, dass nur jeweils eine Position möglich ist und auch tiefere Menüebenen problemlos verlassen werden können. Die Bahnen sind beliebig ausführbar, zum Beispiel als Kurven, Zacken oder auch Kennlinienkurven.

## Trivia
Da Norbert Leser, ein entfernter Verwandter des Erfinders, die anfängliche finanzielle Patenschaft über das Patent übernahm, erhielt die Erfindung den Namen „Leser-Maus“, mit dem sie in der Fachwelt und den Medien auftrat.